# Belisana langping
Espèce
Belisana langping est une espèce d'araignées aranéomorphes de la famille des Pholcidae.

## Distribution
Cette espèce est endémique du Guangxi en Chine,. Elle se rencontre dans le xian de Tianlin dans la grotte Papa.

## Description
Le mâle holotype mesure 1,11 mm et la femelle paratype 1,57 mm.

## Systématique et taxinomie
Cette espèce a été décrite par Zhang, Li et Yao en 2024.

## Étymologie
Son nom d'espèce lui a été donné en référence au lieu de sa découverte, Langping.

## Publication originale
- Zhang, Wang, Li, Zhang & Yao, 2024 : « Three new spider species of Belisana Thorell, 1898 (Araneae, Pholcidae) from karst caves, with a list of Belisana species from Guangxi, China. » ZooKeys, vol. 1209, p. 315-330 (texte intégral).